# Ostdunkerque-Bains
Ostdunkerque-Bains ou Ostdunkerque-les-Bains, en néerlandais Oostduinkerke-Bad est une station balnéaire de la commune de Flandre-Occidentale de Coxyde dans la section d'Ostdunkerque.

## Histoire

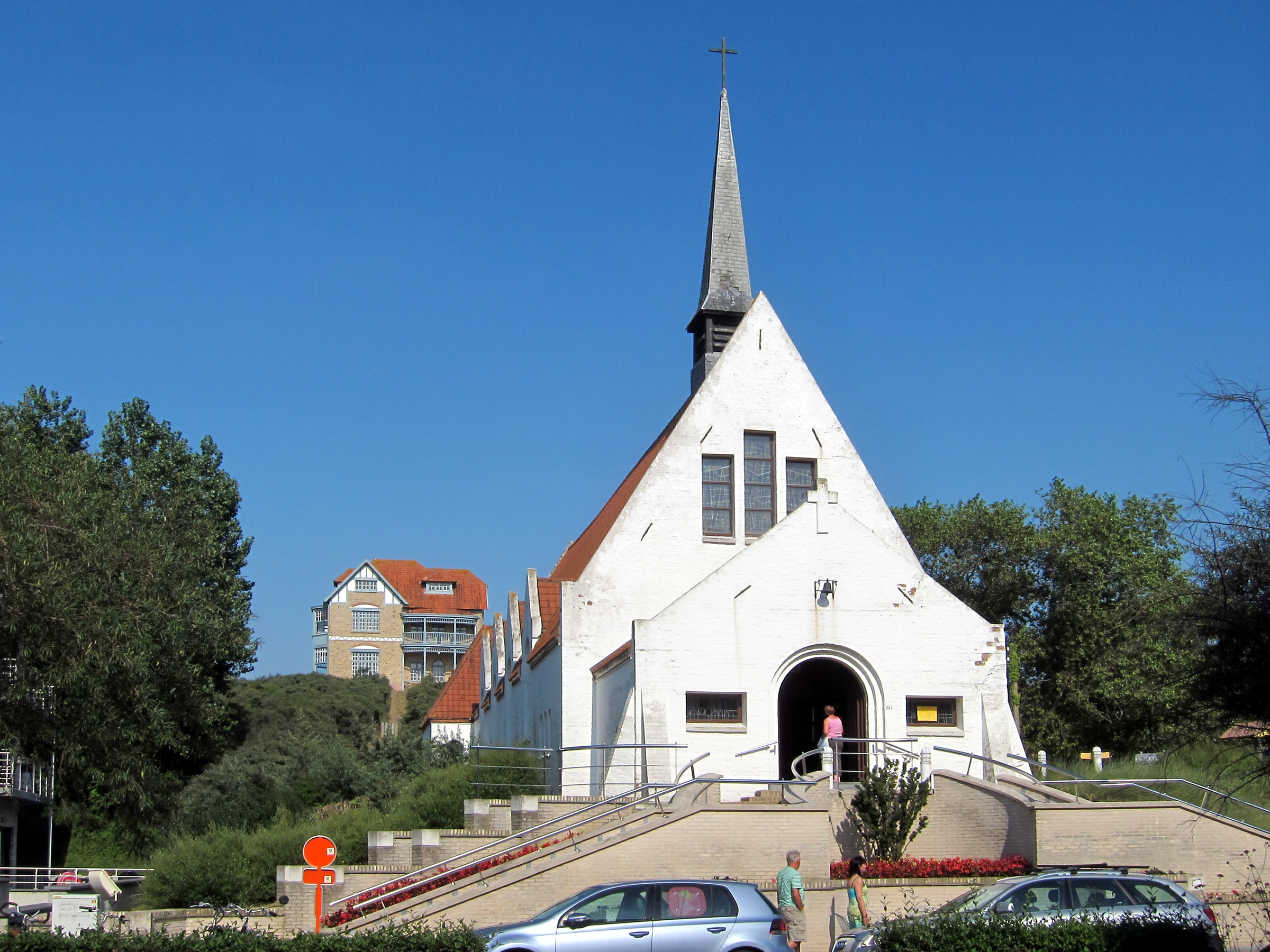
Chapelle d'Ostdunkerque-les-Bains.

La station balnéaire s'est développée après l'avenue de la mer (aujourd'hui: avenue Léopold II ) reliant Ostdunkerque à la mer, construite entre 1876-1878. L'estaminet Saint-Idesbald y a été ouvert. Les pêcheurs, artistes, vagabonds des plages et autres s'y réunissaient. En 1897, le premier hôtel (Grand Hôtel) a été ouvert et d'autres suivirent rapidement. Après 1900, la pêche a été plus ou moins remplacée par le tourisme émergeant. Pour plusieurs artistes, dont Rainer Maria Rilke, cet endroit a été une grande source d'inspiration. Jusqu'à la Première Guerre mondiale, il y avait un tramway tiré par des chevaux et, en 1930, le tramway de la côte (kusttram)a été construit. La digue a été fermée durant la seconde guerre mondiale.
En 1927, une chapelle y est construite.

## Lieu
Ostdunkerque-Bains est divisée en plusieurs petites stations balnéaires, d'ouest en est : Saint-André, Ostdunkerque-les-Bains(centre), le parc des dunes et Groenendijk. La station balnéaire est entourée de deux réserves naturelles : une première avec les dunes de Ter Yde, Hannecartbos à l'est, et la seconde comprenant Doornpanne et Schipgatduinen à l'ouest. À Ostdunkerque-les-Bains, vous trouverez de nombreux immeubles le long de la côte, dont la Résidence Twenty-One (1961), le plus haut immeuble de la côte belge.

## Pêche à cheval
C'est sur la plage d'Ostdunkerque-les-Bains qu'a lieu la pêche aux crevettes à cheval à Ostdunkerque, reconnue comme patrimoine culturel immatériel de l'humanité par l'Unesco en 2013, selon une tradition vieille de 500 ans.

## Villages à proximité
Coxyde-les-Bains, Coxyde-village, Ostdunkerque , Nieuport-Bains.